# Иттиген
Иттиген (нем. Ittigen) — коммуна в Швейцарии, в кантоне Берн.
До 2009 года входила в состав округа Берн, с 2010 года входит в округ Берн-Миттельланд. Население составляет 11 306 человек (на 31 декабря 2019 года). Официальный код — 0362.
С 1991 года Ittigen расширил свой источник бюджета за счет платы за парковку на шоссе. Хорошо известным примером является место отдыха Граухольц. Поскольку это очень новаторская экономическая область, редкая и экстраординарная в мире, но в то же время вызывающая споры, она была опубликована в нескольких газетных статьях. Муниципалитет поддерживает источник дохода до сих пор.